# وركلا (مقاطعة كلاردشت)
وركلا (بالفارسية: ورکلا) هي قرية تقع في Kuhestan Rural District في إيران. يقدر عدد سكانها بـ 86 نسمة بحسب إحصاء 2016.